# Wilhelm Krüger (Bauingenieur)
Wilhelm Krüger (* 25. Februar 1871 in Oldenburg; † 29. Februar 1940 in Wilhelmshaven) war ein deutscher Wasserbau-Ingenieur und ab 1933 Hafenbaudirektor in Wilhelmshaven.

## Leben
Krüger war der Sohn des Oldenburger Zigarrenhändlers Friedrich Krüger (1838–1910) und dessen Ehefrau Catharina Sophie geb. Strackerjan (1845–1910). Er besuchte das Gymnasium in Oldenburg und studierte Bauingenieurwesen an der Technischen Hochschule Hannover und der Technischen Hochschule Charlottenburg. In Hannover wurde er 1891 Mitglied des Corps Hannovera. 1895 legte er die erste Staatsprüfung zum Regierungsbauführer ab und trat für den Ausbildungsdienst bei der Eisenbahn in den preußischen Staatsdienst ein, wo er 1899 Regierungsbaumeister wurde. 1901 wurde er an der Kaiserlichen Werft als Bauingenieur im Tiefbau bzw. Wasserbau tätig. wobei er 1907 zum Baurat, 1911 zum Oberbaurat und 1933 zum Hafenbaudirektor befördert wurde.
In Wilhelmshaven war Krüger insbesondere dafür zuständig, dass der Hafenzugang über den Jadebusen nicht versandete und auch für Schiffe der Kaiserlichen Marine mit großem Tiefgang auch bei Niedrigwasser zugänglich blieb.
Nach vorbereitenden Studien in Dresden und Berlin errichtete er 1907 eine Wasserbauversuchsanstalt in Wilhelmshaven, in der er die Gezeitenströmungen des Gebiets unter Laboratoriumsbedingungen untersuchen konnte. Er ergänzte diese Modellversuche durch geologisch-hydrographische Forschungen im Küstengebiet und arbeitete dabei seit 1907 eng mit dem oldenburgischen Lehrer und Marschenforscher Heinrich Schütte zusammen. Auf der Grundlage dieser Forschungen wurde unter Krügers Leitung zwischen 1909 und 1931 die Jadekorrektion durchgeführt und damit und durch die Errichtung weiterer Korrektionsbauten bei Wangerooge und Minsener Oldeoog ein neues, sich selbst regulierendes Fahrwasser geschaffen. Mit seinen Untersuchungen trug Krüger dazu bei, die Grundlagen für die wissenschaftliche Erforschung der deutschen Nordseeküste zu legen. Auch für den Naturschutzgedanken engagierte er sich und war wesentlich beteiligt an der Sicherung des Seevogelschutzgebietes auf der Insel Mellum. 
1926 wurde er mit der Ehrendoktorwürde der Naturwissenschaftlichen Fakultät der Johann-Wolfgang-Goethe-Universität Frankfurt am Main ausgezeichnet. Er war einer der Gründer der Arbeitsgemeinschaft norddeutscher Geologen. Am 1. Juni 1936 trat er in den Ruhestand und starb vier Jahre später an einer Lungenentzündung. 
Straßen in Oldenburg und in Wilhelmshaven sind nach ihm benannt. Der 1942 in Dienst gestellte Hopperbagger Wilhelm Krüger war bis 2014 im Nord-Ostsee-Kanal im Einsatz.

## Familie
Krüger war seit 1901 mit Anna Piesbergen (1879–1951) verheiratet.

## Schriften
- Meer und Küste bei Wangerooge und die Kräfte, die auf ihre Gestalt einwirken. In: Zeitschrift für Bauwesen, 61. Jahrgang 1911, S. 452–464, S. 585–610.
- Das Seegebiet Oldenburgs. In: Heimatkunde des Herzogtums Oldenburg, Bd. 1, Bremen 1913, S. 1–50.
- Die Jade, das Fahrwasser Wilhelmshavens, ihre Entstehung und ihr Zustand. In: Jahrbuch der hafenbautechnischen Gesellschaft, Band 4, 1921, S. 268–284.
- Die heutige Insel Wangerooge, ein Ergebnis des Seebaues. In: Wangerooge, wie es wurde, war und ist, Bremen 1929, S. 179–231.
- Die Entwicklung der Harle-Bucht und ihr Einfluß auf die Außenjade. (= Abhandlungen der Naturwiss. Vor. Bremen, Band 30.) Bremen 1937, S. 197–208 sowie Jahrbuch der hafenbautechnischen Gesellschaft, Band 16, 1938, S. 47–55.
- Riffwanderung vor Wangerooge. In: Jahrbuch der hafenbautechnischen Gesellschaft, Band 16, 1938, S. 183–190.
- Die Küstensenkung an der Jade. In: Der Bauingenieur, Band 19, 1938, S. 91–99.